# قانون المنافسة

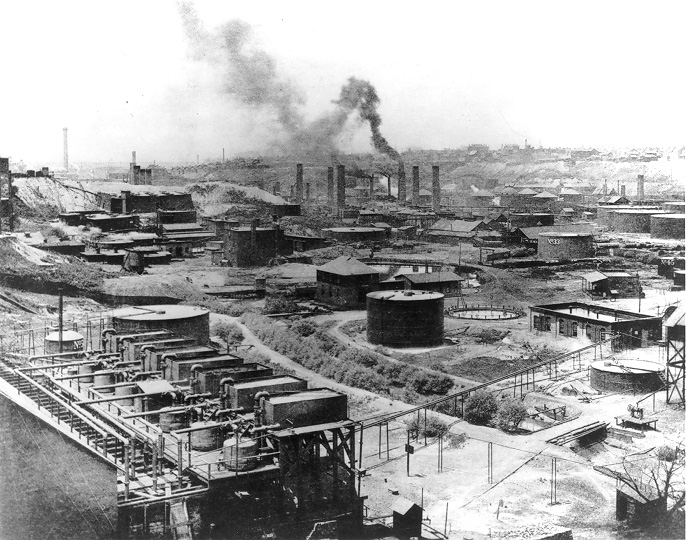

قانون المنافسة هو قانون يشجع المنافسة أو يسعى للحفاظ عليها في السوق من خلال تنظيم سلوك الشركات المناهض للتنافسية. يُطبّق قانون المنافسة من خلال التطبيق العام والخاص. يُعرف قانون المنافسة باسم قانون مكافحة تزايد الأمناء في الولايات المتحدة لأسباب تاريخية، وقانون مكافحة الاحتكار في الصين وروسيا، كما كان في السنوات السابقة يعرف باسم قانون الممارسات التجارية في المملكة المتحدة وأستراليا، أما في الاتحاد الأوروبي، فيشار إليه باسم قانون المنافسة ومكافحة الاحتكار.
يعود تاريخ قانون المنافسة إلى الإمبراطورية الرومانية. كانت الممارسات التجارية لتجار السوق والنقابات والحكومات دائمًا ما تخضع للتدقيق وأحيانًا إلى عقوبات صارمة. منذ القرن العشرين، أصبح قانون المنافسة قانونًا دوليًا. أكبر نظامين وأكثرهما نفوذًا لتنظيم المنافسة هما قانون الولايات المتحدة لمكافحة تزايد الأمناء وقانون المنافسة للاتحاد الأوروبي. شكلت هيئات المنافسة الوطنية والإقليمية في جميع أنحاء العالم شبكات دعم وإنفاذ دولية.
تطور قانون المنافسة الحديثة تاريخيًا على مستوى الدول لتعزيز المنافسة العادلة والحفاظ عليها في الأسواق بشكل رئيسي داخل الحدود الإقليمية للدول. لا يغطي قانون المنافسة الوطنية عادةً النشاطات خارج الحدود الإقليمية للدولة ما لم تكن لها آثار مهمة على مستوى الدولة القومية. قد تسمح البلدان بالاختصاص القضائي خارج الحدود الإقليمية في قضايا المنافسة بناءً على مبدأ ما يسمى بالتأثيرات. تخضع حماية المنافسة الدولية لاتفاقيات المنافسة الدولية. عام 1945، وخلال المفاوضات التي سبقت اعتماد الاتفاق العام بشأن التعريفات الجمركية والتجارة «جات» عام 1947، اقتُرحت التزامات دولية محدودة بشأن المنافسة ضمن ميثاق منظمة التجارة العالمية. لم تُضَمَّن هذه الالتزامات في اتفاقية جات، ولكن في عام 1994، مع اختتام جولة أوروغواي للمفاوضات متعددة الأطراف في جات، أنشئت منظمة التجارة العالمية. تضمن الاتفاق المؤسس لمنظمة التجارة العالمية مجموعة من الأحكام المحدودة بشأن مختلف قضايا المنافسة عبر الحدود على أساس قطاعات معينة.

## المبدأ
يتضمن قانون المنافسة أو قانون مكافحة الاحتكار ثلاث عناصر رئيسية:
- حظر الاتفاقيات أو الممارسات التي تقيد التجارة الحرة والمنافسة بين الأعمال، ويشمل ذلك على وجه الخصوص قمع التجارة الحرة الناجم عن الكارتيلات.
- حظر السلوك المسيء للشركات التي تهيمن على السوق، أو الممارسات المنافية للمنافسة التي يمكن أن تؤدي إلى مثل هذه الهيمنة. قد تشمل الممارسات التي يمكن التحكم بها عبر قانون المنافسة التسعير المفترس والربط ورفع الأسعار ورفض التعامل والكثير من الممارسات الأخرى.
- الإشراف على عمليات الدمج والاستحواذ للشركات الكبرى بما في ذلك بعض المشاريع المشتركة. يمكن حظر المعاملات التي تُعدّ تهديدًا للعملية التنافسية بشكل تام، أو الموافقة عليها مع فرض جزاءات عليها تُنصف السوق، مثل الالتزام بسحب جزء من الأعمال المدمجة أو تقديم تراخيص استخدام المرافق أو إتاحة الوصول إليها لتمكين الشركات الأخرى من مواصلة المنافسة.

تختلف مادة قانون المنافسة وممارسته من دولة إلى أخرى. غالبًا ما تعتبر حماية مصالح المستهلكين (رفاهية المستهلك) وضمان إتاحة الفرصة لرجال الأعمال للمنافسة في اقتصاد السوق أهدافًا مهمة. يرتبط قانون المنافسة ارتباطًا وثيقًا بالقانون الخاص بإلغاء تنظيمات الولوج إلى الأسواق والإعانات والتسهيلات الحكومية وخصخصة الأصول المملوكة للدولة وإنشاء هيئات مستقلة لتنظيم القطاع، إضافة لسياسات أخرى تهدف لتنظيم العرض في السوق والتأثير عليه. في العقود الأخيرة، نُظر إلى قانون المنافسة على أنه وسيلة لتوفير خدمات عامة أفضل. جادل روبرت بورك بأن قوانين المنافسة يمكن أن تحدث تأثيرات ضارة عندما تحمي المنافسين غير الفعالين وعندما تكون تكاليف التدخل القانوني أكبر من الفوائد التي تعود على المستهلكين، ما يؤدي في النهاية إلى تقليل المنافسة وإضعافها.

## التطبيق

### السيطرة والاحتكار
عندما تمتلك الشركات حصصًا كبيرة في السوق، يزداد الخطر على المستهلكين الذين قد يواجهون دفع أسعار أعلى والحصول على منتجات ذات جودة أقل من تلك الموجودة في الأسواق التنافسية. مع ذلك، فإن وجود حصة سوقية عالية جدًا لا يعني دائمًا أن المستهلكين يدفعون أسعارًا باهظة، لأن هناك عاملًا يجب ان يؤخذ بالحسبان هنا وهو تهديد الداخلين الجدد إلى السوق (إلى المنافسة). لا يجعل قانون المنافسة الاحتكار غير قانوني، بل يحمي السوق من استغلال القوة التي يمكن أن يمنحها الاحتكار للشركة المسيطرة، على سبيل المثال عبر ممارسات الاستبعاد.
بداية، من الضروري تحديد ما إذا كانت الشركة مهيمنةً أم تتصرف «إلى حدّ كبير بشكل مستقل عن منافسيها وعملائها ومستهلكها في نهاية المطاف». بموجب قانون الاتحاد الأوروبي، تثير الحصص السوقية الكبيرة للغاية افتراضًا بأن الشركة صاحبة الحصة هي شركة مهيمنة على السوق، وهو افتراض قابل للدحض. إذا كان للشركة وضعية مهيمنة، سيكون هناك «مسؤولية خاصة بعدم السماح لسلوكها بإضعاف المنافسة في السوق». عادةً ما تكون بعض السلوكيات التعسفية محظورة بموجب تشريعات البلاد. على سبيل المثال، قد يكون الحد من الإنتاج في ميناء الشحن من خلال رفض زيادة الإنفاق وتحديث التكنولوجيا مسيئًا، كما أن ربط أحد المنتجات ببيع منتج آخر يمكن اعتباره انتهاكًا، لأنه يضع القيود على اختيار المستهلك ويحرم المنافسين من المنافسة. كانت هذه هي القضية المزعومة بين شركة مايكروسوفت والاتحاد الأوروبي، والتي نتج عنها غرامة مليونية بسبب تضمين شركة مايكروسوفت لمشغل الموسيقى الخاص بها مع نسخة الويندوز، ما يحرم برامج تشغيل الموسيقى الأخرى من المنافسة العادلة، وهو ما اعتُبر إساءة استخدام. يمكن أن نجد أحد الأمثلة في قضية تتعلق بشركة طبية تسمى كوميرشل سولفنتس. عندما أسست هي منافسًا لها في سوق أدوية السل، اضطرت كوميرشل سولفنتس لمواصلة تزويد شركة تدعى «زوجا» بالمواد الخام اللازمة لصناعة الدواء. كانت زوجا هي المنافس الوحيد لها في السوق، لذلك، من دون فرض المحكمة تزويد زوجا بالمواد الخام على كوميرشل سولفنتس، كان يمكن القضاء على جميع أشكال المنافسة.
تشمل أشكال التعسف المتعلقة مباشرة بالتسعير استغلال الأسعار. من الصعب إثبات عند أي نقطة تصبح أسعار الشركة المهيمنة «استغلالية» ونادرًا ما يُثبت وجود هذه الفئة من التعسّف. لكن في إحدى الحالات، عُثر على شركة فرنسية تقدّم خدمات جنازة تطلب أسعارًا استغلالية، وكان القرار مبررًا على أساس أنه يمكن مقارنة أسعارها مع أسعار خدمات الجنازة خارج المنطقة. القضية الأكثر صعوبة هي التسعير المفترس. تتمثل هذه الممارسة بتخفيض أسعار منجٍ ما لدرجة يصبح من الصعب على المنافسين الصغار تغطية تكاليفهم فيتوقفون عن العمل. تعتبر مدرسة شيكاغو في الاقتصاد أن التسعير المفترس أمر مستبعد. ومع ذلك، في دعوى الاتحاد الأوروبي ضد فرانس تيليكوم، أجبرت شركة خدمة الإنترنت على دفع 13.9 مليون دولار غرامة لأنها خفضت أسعارها لتصبح أقل تكاليف إنتاجها. لم يكن لديها أي مصلحة في تطبيق مثل هذه الأسعار باستثناء التسعير بما يتيح لها القضاء على المنافسين، وقد كانت هذه الشركة مدعومة للاستحواذ على حصّة الأسد من السوق المزدهرة. الفئة الأخيرة من إساءة استخدام التسعير هي التمييز في الأسعار. مثال على ذلك يمكن أن يكون تقديم حسومات للشركات التي تعمل خارج سوقك، وحرمان من هم معك في السوق من هذه الحسومات.